# Chi Kim tước chi
Chi Kim tước chi, tên khoa học Parkinsonia, là một chi thực vật có hoa trong họ Đậu.

## Các loài tiêu biểu
- Parkinsonia aculeata L.
- Parkinsonia africana Sond.
- Parkinsonia anacantha Brenan
- Parkinsonia andicola (Griseb.) S.Watson (syn. Cercidium andicola)
- Parkinsonia carterae
- Parkinsonia florida (Benth. ex A.Gray) S.Watson (syn. Cercidium floridum)
- Parkinsonia microphylla Torr. (syn. Cercidium microphyllum)
- Parkinsonia praecox (Ruiz & Pav.) J.A.Hawkins (syn. Cercidium praecox)
- Parkinsonia raimondoi Brenan
- Parkinsonia scioana (Chiov.) Brenan
- Parkinsonia texana (A.Gray) S.Watson (syn. Cercidium texanum) 
  - Parkinsonia texana var. macra (I.M.Johnst.) Isely
  - Parkinsonia texana var. texana[4][5][6]

## Hình ảnh

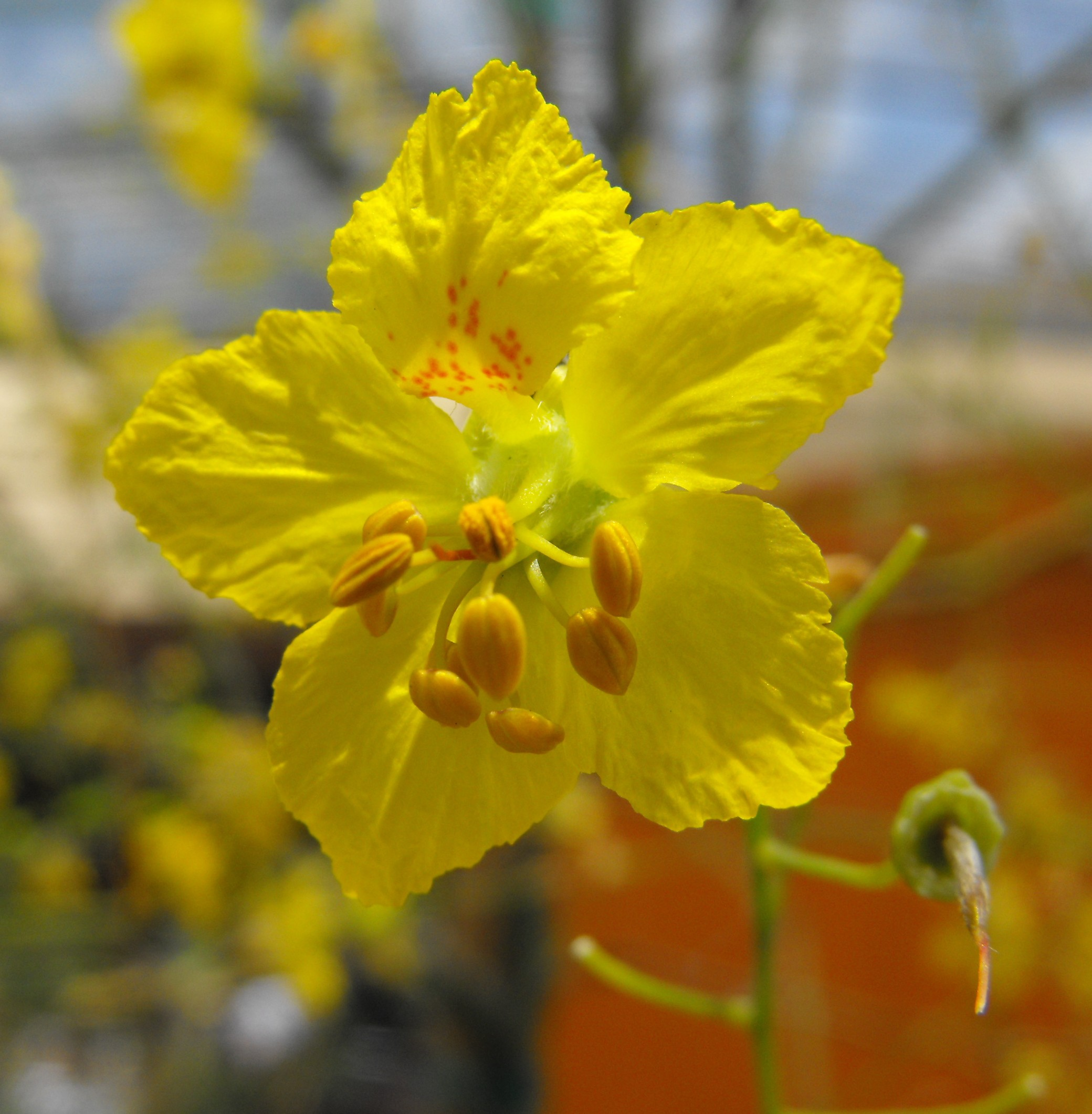
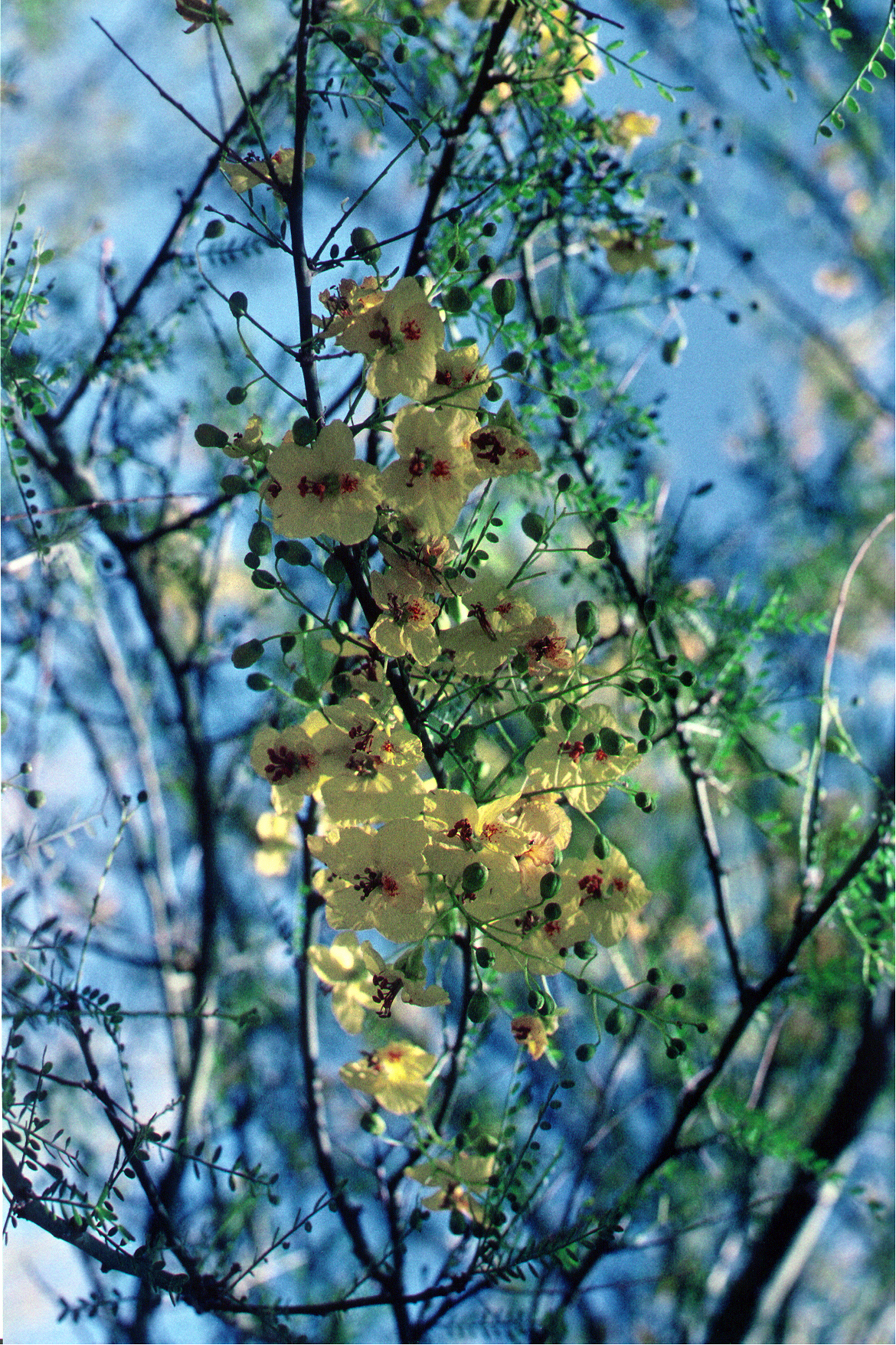
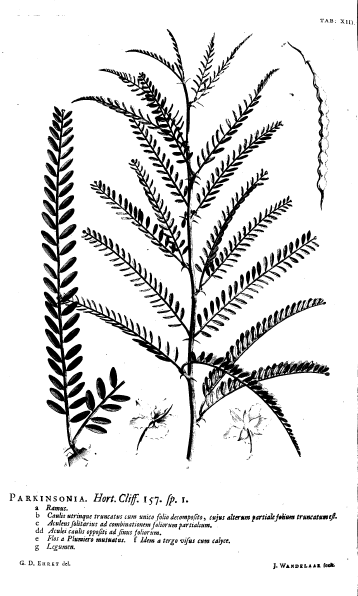
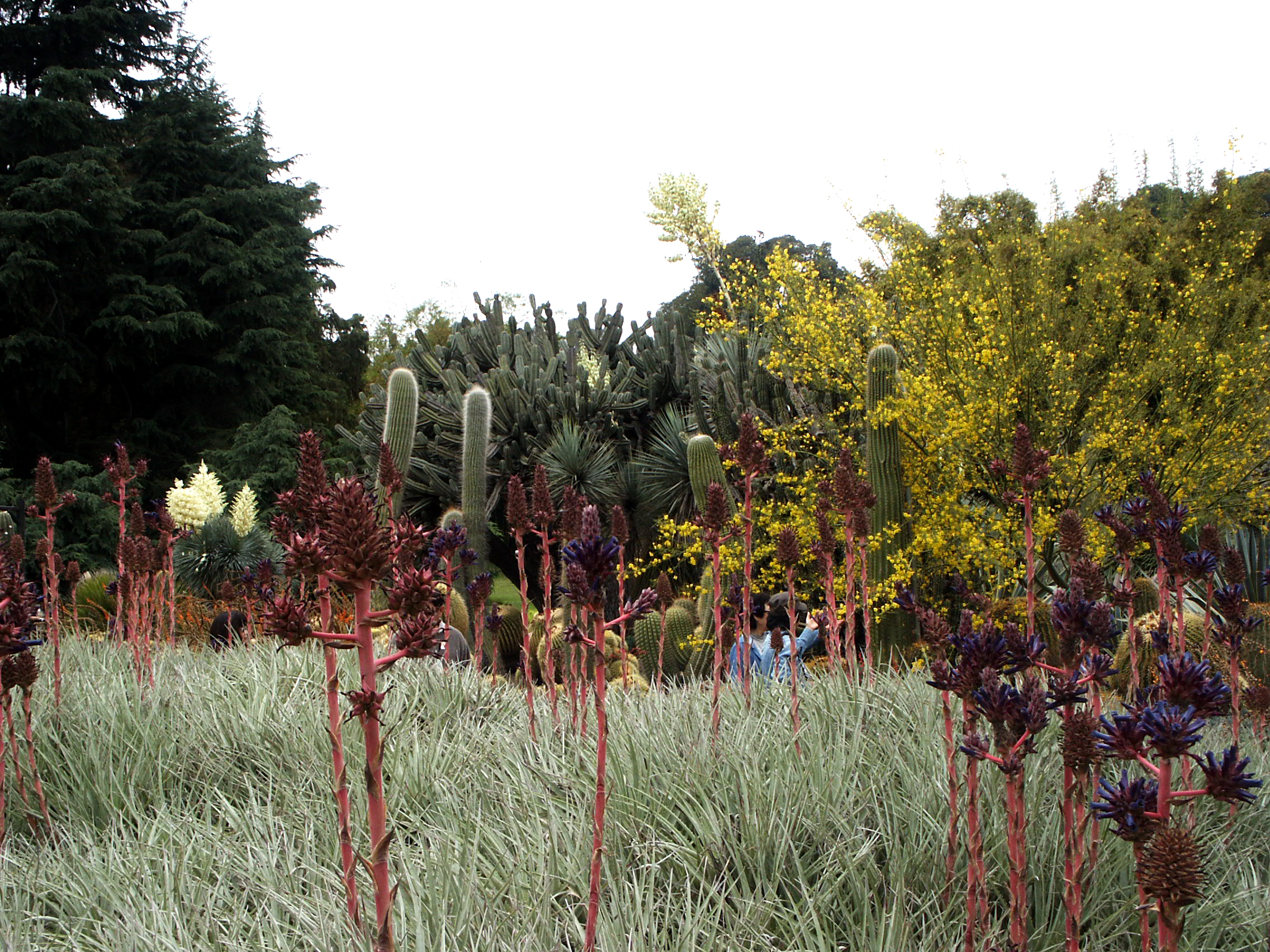
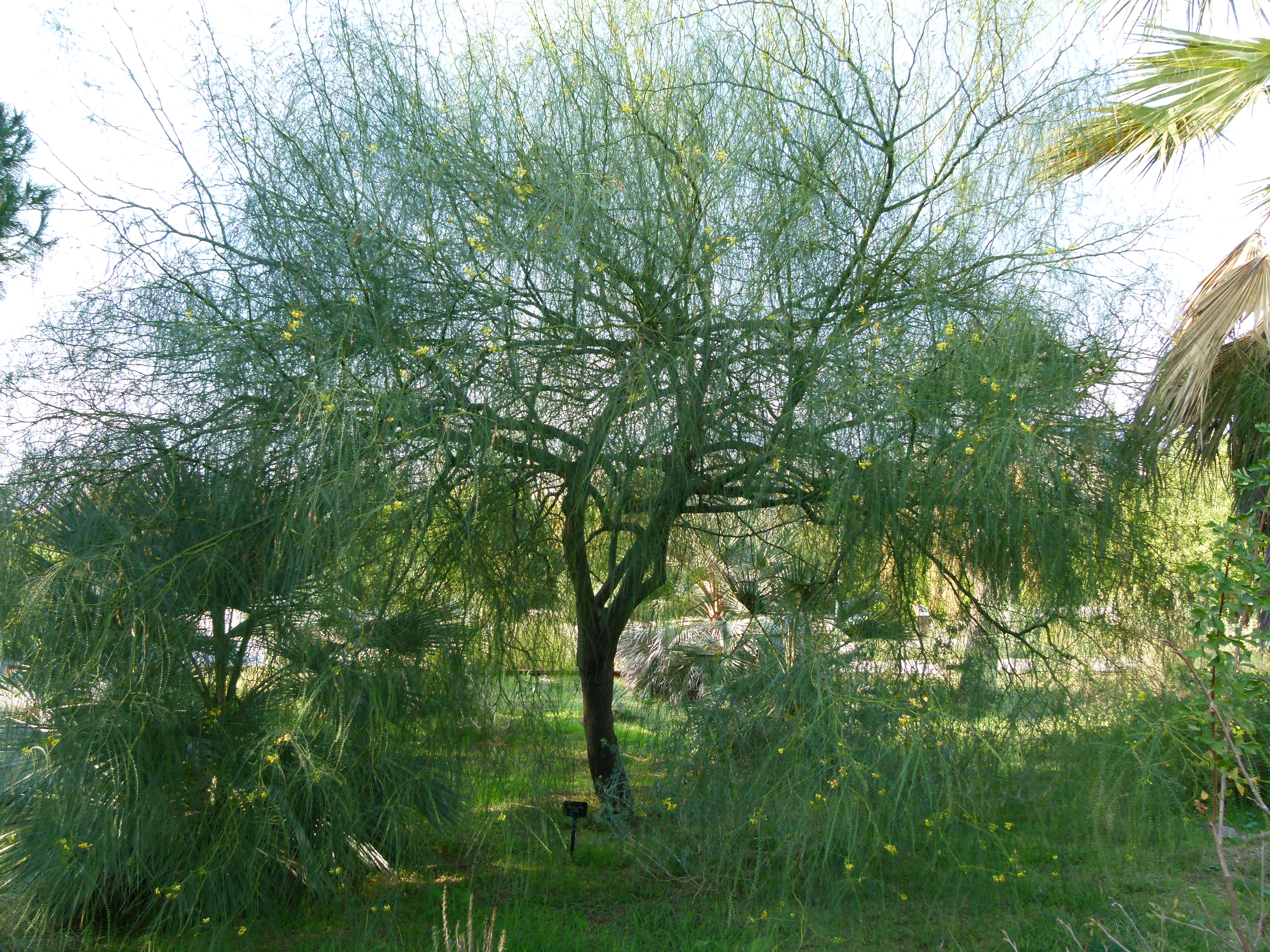
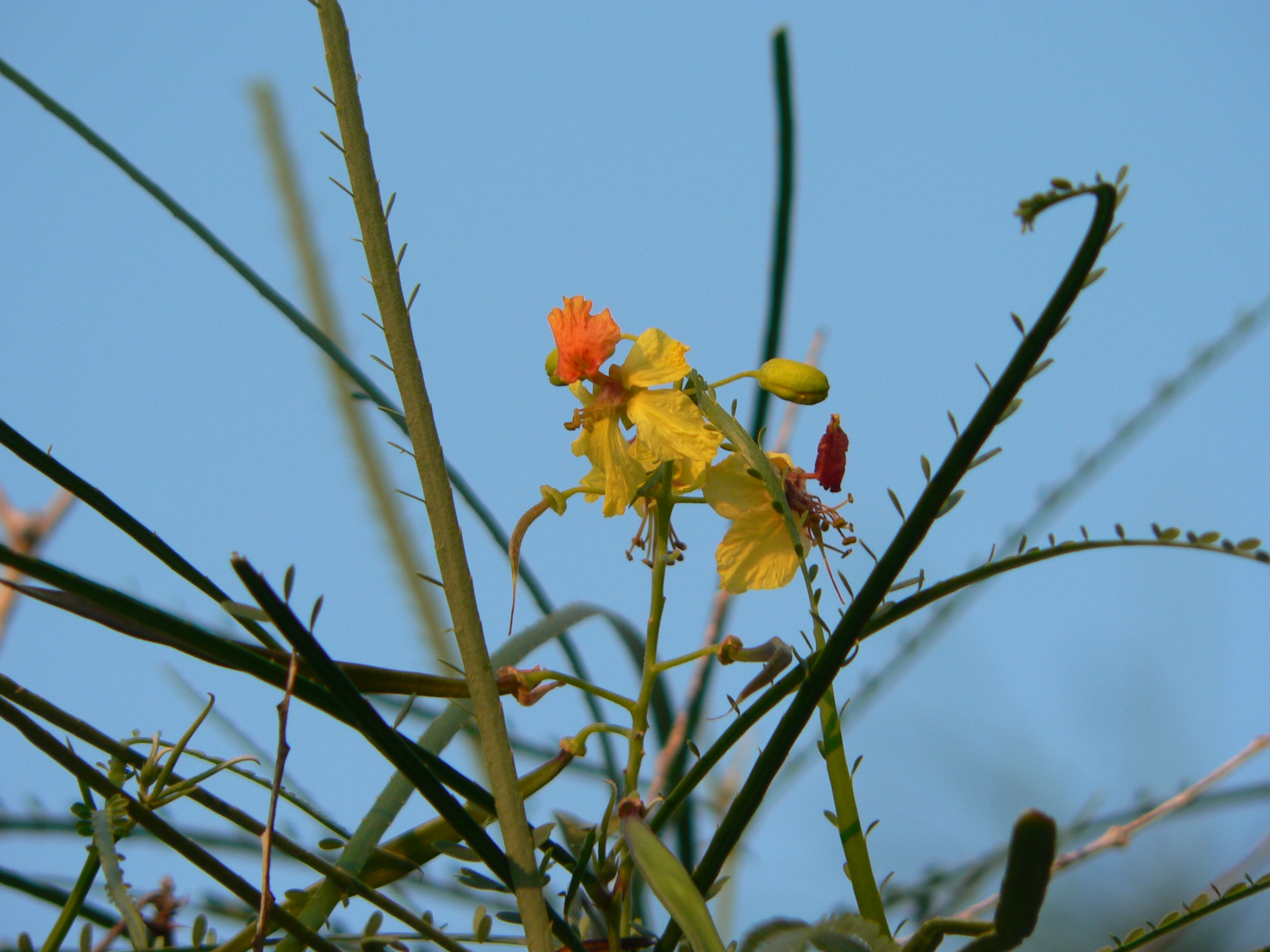